# Saint-Martin-Gimois
Pour les articles homonymes, voir Saint-Martin.
Saint-Martin-Gimois (Sent Martin Gimoés en gascon) est une commune française située dans le sud-est du département du Gers en région Occitanie. Sur le plan historique et culturel, la commune est dans le pays d'Astarac, un territoire du sud gersois très vallonné, au sol argileux, qui longe le plateau de Lannemezan.
Exposée à un climat océanique altéré, elle est drainée par la Marcaoue et par divers autres petits cours d'eau. La commune possède un patrimoine naturel remarquable composé d'une zone naturelle d'intérêt écologique, faunistique et floristique.
Saint-Martin-Gimois est une commune rurale qui compte 84 habitants en 2022, après avoir connu un pic de population de 370 habitants en 1851.  Ses habitants sont appelés les Saint-Martinais ou  Saint-Martinaises.

## Géographie

### Localisation
Saint-Martin-Gimois est une commune de Gascogne située au sud-est d'Auch.

### Communes limitrophes
Les communes limitrophes sont  Mongausy, Polastron, Saint-Soulan, Saramon et Tirent-Pontéjac.
| Tirent-Pontéjac | Polastron           |              |
| Saramon         | Saint-Martin-Gimois | Saint-Soulan |
|                 | Mongausy            |              |

### Géologie et relief
Saint-Martin-Gimois se situe en zone de sismicité 1 (sismicité très faible).

### Hydrographie

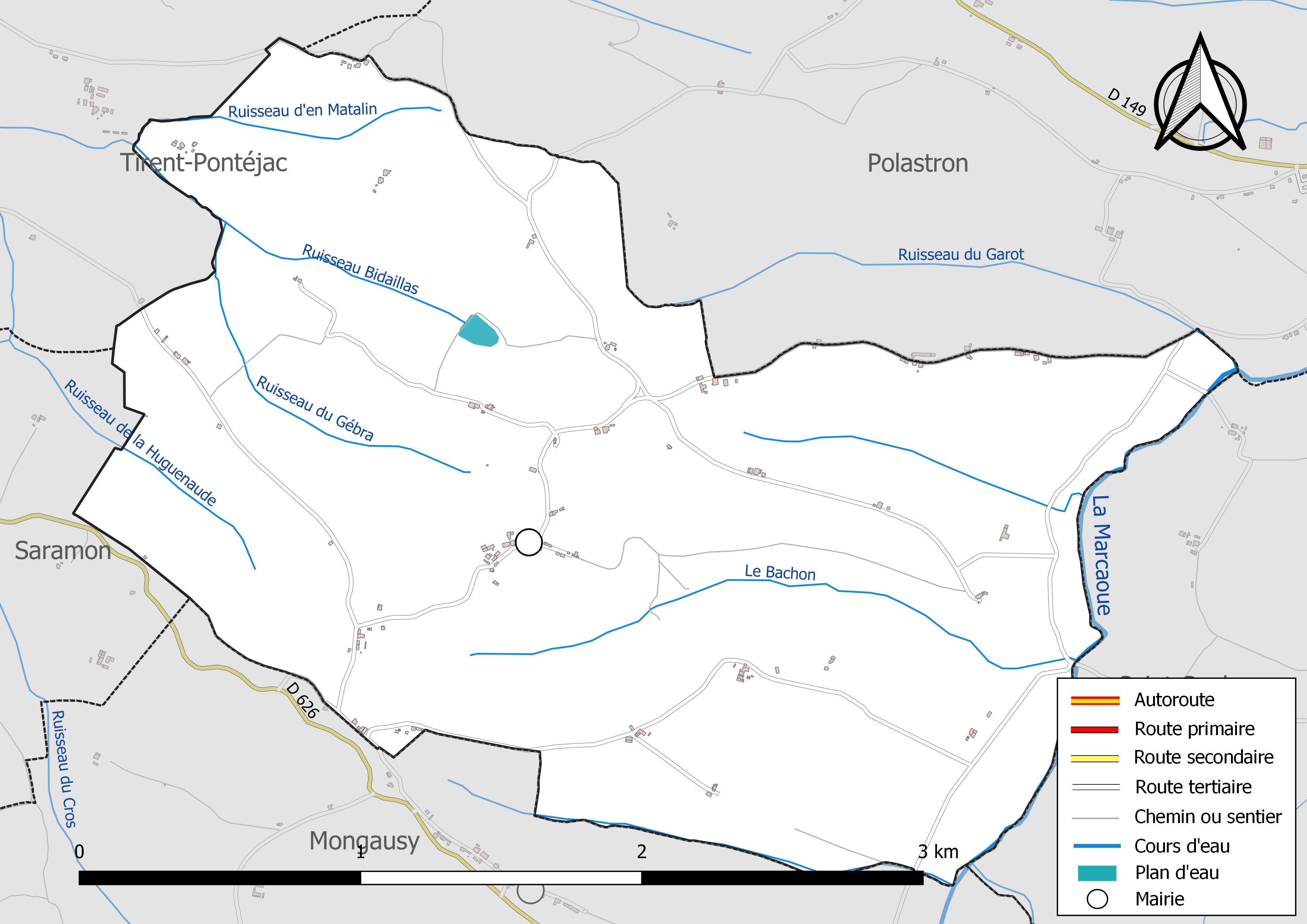
Réseaux hydrographique et routier de Saint-Martin-Gimois.

La commune est dans le bassin de la Garonne, au sein du bassin hydrographique Adour-Garonne. Elle est drainée par la Marcaoue, le Bachon, le ruisseau Bidaillas, le ruisseau de la Huguenaude, le ruisseau d'en Matalin, le ruisseau du Garot, le ruisseau du Gébra et par deux petits cours d'eau, qui constituent un réseau hydrographique de 10 km de longueur totale,.
La Marcaoue, d'une longueur totale de 36,4 km, prend sa source dans la commune de Simorre et s'écoule du sud-ouest vers le nord-est. Elle traverse la commune et se jette dans la Gimone à Touget, après avoir traversé 15 communes.

### Climat
Pour des articles plus généraux, voir Climat de l'Occitanie et Climat du Gers.
En 2010, le climat de la commune est de type climat du Bassin du Sud-Ouest, selon une étude s'appuyant sur une série de données couvrant la période 1971-2000. En 2020, Météo-France publie une typologie des climats de la France métropolitaine dans laquelle la commune est exposée à un climat océanique altéré et est dans la région climatique Aquitaine, Gascogne, caractérisée par une pluviométrie abondante au printemps, modérée en automne, un faible ensoleillement au printemps, un été chaud (19,5 °C), des vents faibles, des brouillards fréquents en automne et en hiver et des orages fréquents en été (15 à 20 jours).
Pour la période 1971-2000, la température annuelle moyenne est de 13 °C, avec une amplitude thermique annuelle de 15,4 °C. Le cumul annuel moyen de précipitations est de 775 mm, avec 9,6 jours de précipitations en janvier et 5,9 jours en juillet. Pour la période 1991-2020, la température moyenne annuelle observée sur la station météorologique la plus proche, située sur la commune de Lahas à 8 km à vol d'oiseau, est de 13,9 °C et le cumul annuel moyen de précipitations est de 633,5 mm,. Pour l'avenir, les paramètres climatiques de la commune estimés pour 2050 selon différents scénarios d'émission de gaz à effet de serre sont consultables sur un site dédié publié par Météo-France en novembre 2022.

### Milieux naturels et biodiversité

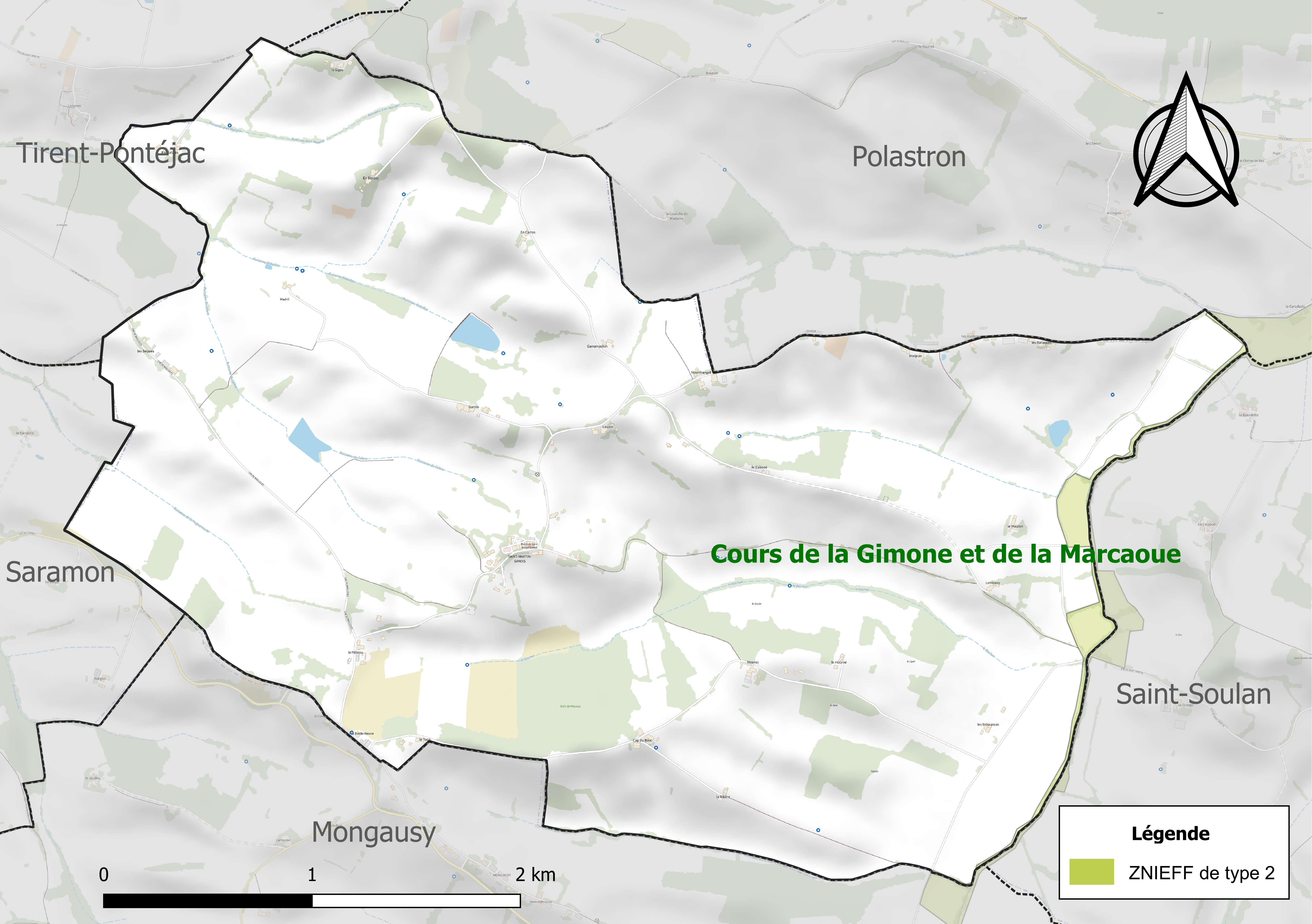
Carte de la ZNIEFF de type 2 localisée sur la commune.

L’inventaire des zones naturelles d'intérêt écologique, faunistique et floristique (ZNIEFF) a pour objectif de réaliser une couverture des zones les plus intéressantes sur le plan écologique, essentiellement dans la perspective d’améliorer la connaissance du patrimoine naturel national et de fournir aux différents décideurs un outil d’aide à la prise en compte de l’environnement dans l’aménagement du territoire.
Une ZNIEFF de type 2 est recensée sur la commune :
le « cours de la Gimone et de la Marcaoue » (3 085 ha), couvrant 60 communes dont cinq dans la Haute-Garonne, 37 dans le Gers, une dans les Hautes-Pyrénées et 17 dans le Tarn-et-Garonne.

## Urbanisme

### Typologie
Au 1er janvier 2024, Saint-Martin-Gimois est catégorisée commune rurale à habitat très dispersé, selon la nouvelle grille communale de densité à sept niveaux définie par l'Insee en 2022.
Elle est située hors unité urbaine et hors attraction des villes,.

### Occupation des sols
L'occupation des sols de la commune, telle qu'elle ressort de la base de données européenne d’occupation biophysique des sols Corine Land Cover (CLC), est marquée par l'importance des territoires agricoles (95,8 % en 2018), une proportion identique à celle de 1990 (95,8 %). La répartition détaillée en 2018 est la suivante : 
terres arables (94,3 %), forêts (4,2 %), zones agricoles hétérogènes (1,5 %). L'évolution de l’occupation des sols de la commune et de ses infrastructures peut être observée sur les différentes représentations cartographiques du territoire : la carte de Cassini (XVIIIe siècle), la carte d'état-major (1820-1866) et les cartes ou photos aériennes de l'IGN pour la période actuelle (1950 à aujourd'hui).

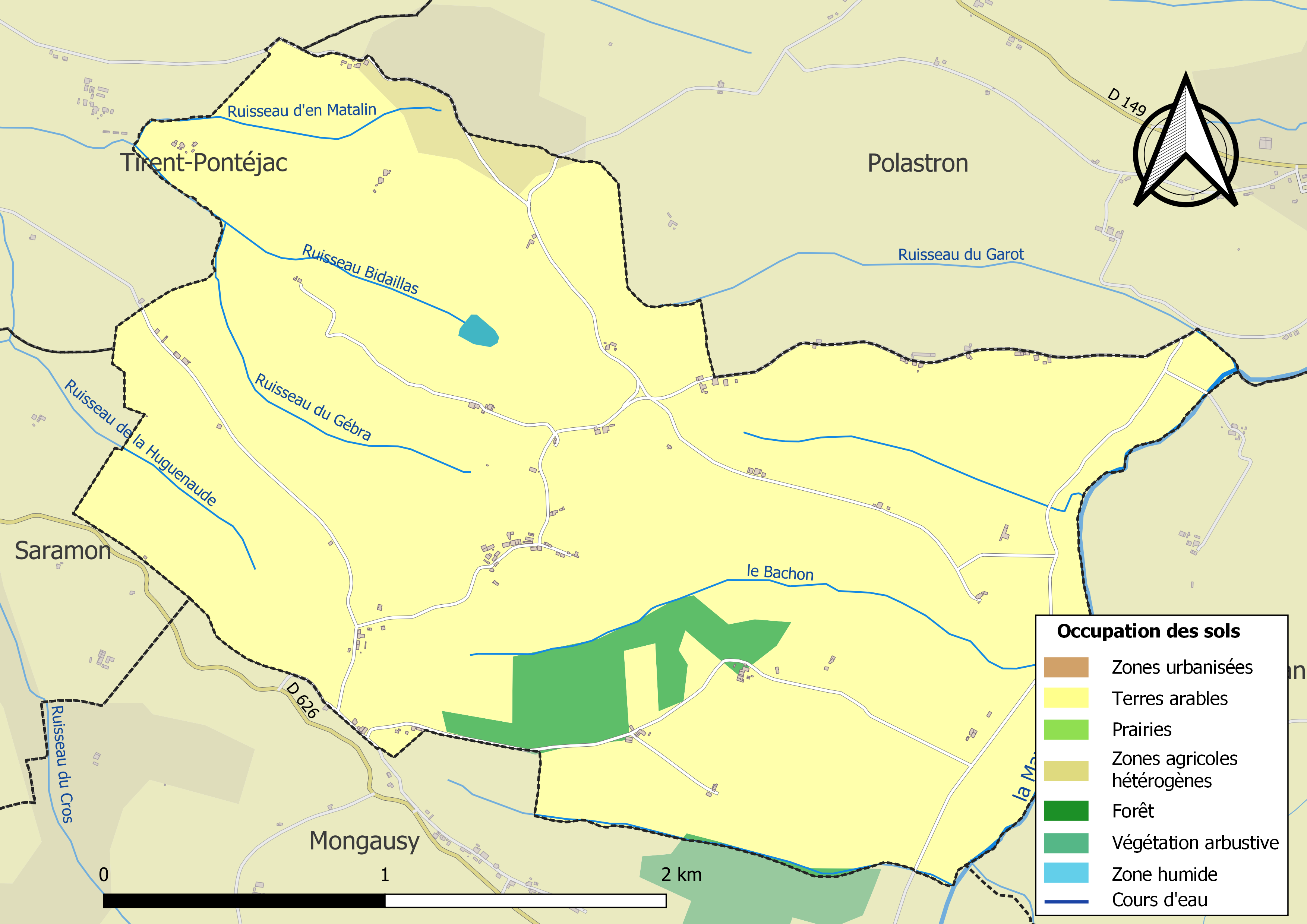
Carte des infrastructures et de l'occupation des sols de la commune en 2018 (CLC).

### Risques majeurs
Le territoire de la commune de Saint-Martin-Gimois est vulnérable à différents aléas naturels : météorologiques (tempête, orage, neige, grand froid, canicule ou sécheresse) et séisme (sismicité très faible). Un site publié par le BRGM permet d'évaluer simplement et rapidement les risques d'un bien localisé soit par son adresse soit par le numéro de sa parcelle.

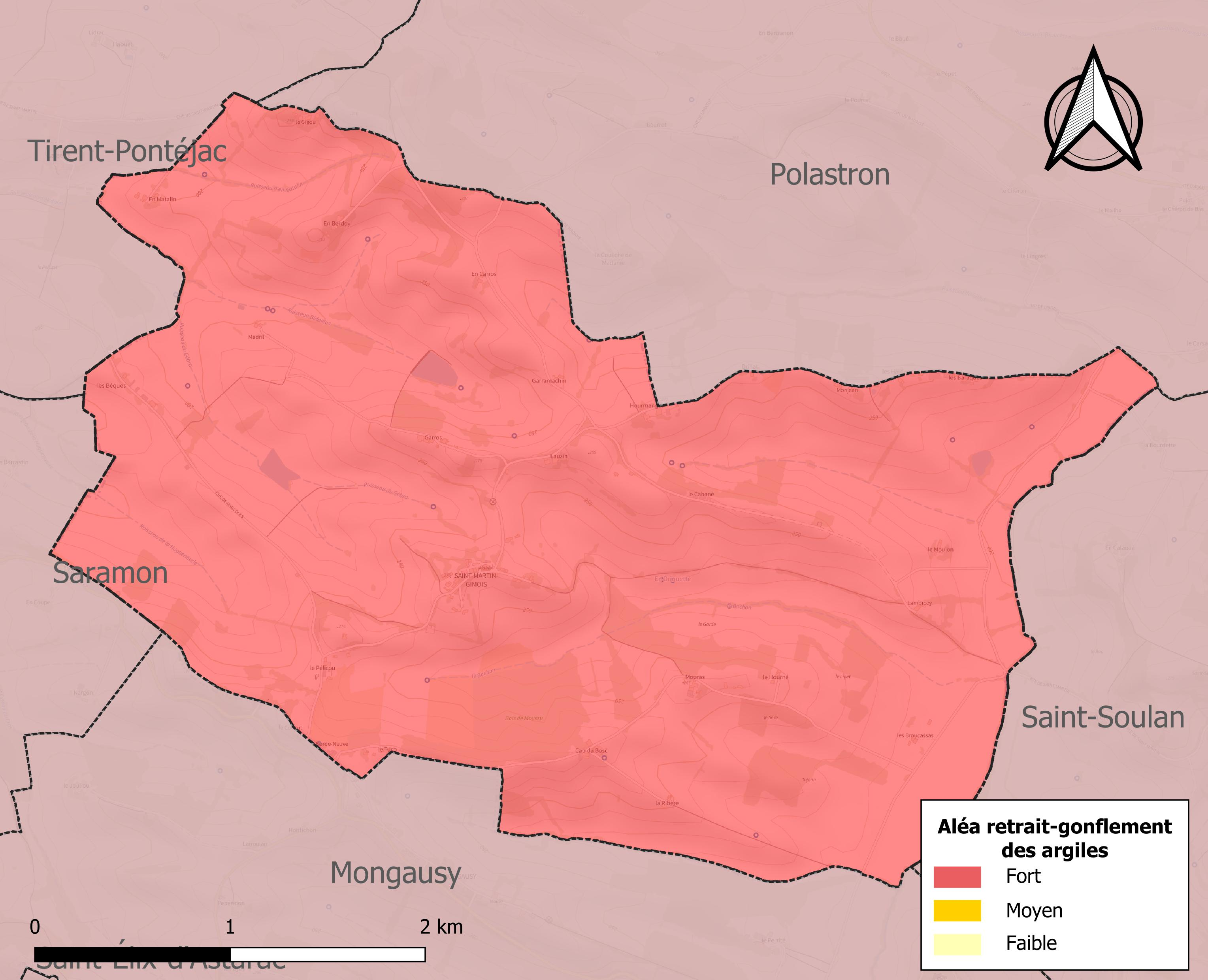
Carte des zones d'aléa retrait-gonflement des sols argileux de Saint-Martin-Gimois.

Le retrait-gonflement des sols argileux est susceptible d'engendrer des dommages importants aux bâtiments en cas d’alternance de périodes de sécheresse et de pluie. La totalité de la commune est en aléa moyen ou fort (94,5 % au niveau départemental et 48,5 % au niveau national). Sur les 43 bâtiments dénombrés sur la commune en 2019, 43 sont en aléa moyen ou fort, soit 100 %, à comparer aux 93 % au niveau départemental et 54 % au niveau national. Une cartographie de l'exposition du territoire national au retrait gonflement des sols argileux est disponible sur le site du BRGM,.
Par ailleurs, afin de mieux appréhender le risque d’affaissement de terrain, l'inventaire national des cavités souterraines permet de localiser celles situées sur la commune.
La commune a été reconnue en état de catastrophe naturelle au titre des dommages causés par les inondations et coulées de boue survenues en 1999 et 2009. Concernant les mouvements de terrains, la commune a été reconnue en état de catastrophe naturelle au titre des dommages causés par la sécheresse en 1989, 2003, 2011 et 2016 et par des mouvements de terrain en 1999.

## Histoire
Saint Martin Gimois est un village qui appartenait autrefois à l'abbaye de planselve située à côté de Gimont (gers)

## Politique et administration
| Période                                  | Période  | Identité         | Étiquette | Qualité     |
| ---------------------------------------- | -------- | ---------------- | --------- | ----------- |
| mars 2001                                | 2008     | Henri Moncassin  |           |             |
| mars 2008                                | 2014     | Gilles Loterie   |           |             |
| mars 2014                                | En cours | Francis Laguidon | DVD       | Agriculteur |
| Les données manquantes sont à compléter. |          |                  |           |             |

## Démographie
| 1793 | 1800 | 1806 | 1821 | 1831 | 1841 | 1846 | 1851 | 1856 |
| ---- | ---- | ---- | ---- | ---- | ---- | ---- | ---- | ---- |
| 316  | 286  | 346  | 341  | 333  | 345  | 356  | 370  | 355  |

| 1861 | 1866 | 1872 | 1876 | 1881 | 1886 | 1891 | 1896 | 1901 |
| ---- | ---- | ---- | ---- | ---- | ---- | ---- | ---- | ---- |
| 358  | 364  | 329  | 332  | 323  | 288  | 281  | 264  | 248  |

| 1906 | 1911 | 1921 | 1926 | 1931 | 1936 | 1946 | 1954 | 1962 |
| ---- | ---- | ---- | ---- | ---- | ---- | ---- | ---- | ---- |
| 254  | 242  | 173  | 184  | 173  | 162  | 138  | 123  | 113  |

| 1968 | 1975 | 1982 | 1990 | 1999 | 2005 | 2006 | 2010 | 2015 |
| ---- | ---- | ---- | ---- | ---- | ---- | ---- | ---- | ---- |
| 95   | 89   | 86   | 87   | 74   | 72   | 73   | 87   | 90   |

| 2020 | 2022 | - | - | - | - | - | - | - |
| ---- | ---- | - | - | - | - | - | - | - |
| 87   | 84   | - | - | - | - | - | - | - |

## Économie

### Emploi
|                | 2008  | 2013  | 2018  |
| -------------- | ----- | ----- | ----- |
| Commune        | 2,1 % | 0 %   | 2 %   |
| Département    | 6,1 % | 7,5 % | 8,2 % |
| France entière | 8,3 % | 10 %  | 10 %  |

En 2018, la population âgée de 15 à 64 ans s'élève à 51 personnes, parmi lesquelles on compte 73,5 % d'actifs (71,4 % ayant un emploi et 2 % de chômeurs) et 26,5 % d'inactifs,. Depuis 2008, le taux de chômage communal (au sens du recensement) des 15-64 ans est inférieur à celui de la France et du département.
La commune est hors attraction des villes,. Elle compte 17 emplois en 2018, contre 14 en 2013 et 14 en 2008. Le nombre d'actifs ayant un emploi résidant dans la commune est de 37, soit un indicateur de concentration d'emploi de 46 % et un taux d'activité parmi les 15 ans ou plus de 48,1 %.
Sur ces 37 actifs de 15 ans ou plus ayant un emploi, 10 travaillent dans la commune, soit 28 % des habitants. Pour se rendre au travail, 86,1 % des habitants utilisent un véhicule personnel ou de fonction à quatre roues et 13,9 % n'ont pas besoin de transport (travail au domicile).

### Activités hors agriculture
7 établissements sont implantés  à Saint-Martin-Gimois au 31 décembre 2019.
Le secteur de l'industrie manufacturière, des industries extractives et autres est prépondérant sur la commune puisqu'il représente 42,9 % du nombre total d'établissements de la commune (3 sur les 7 entreprises implantées  à Saint-Martin-Gimois), contre 12,3 % au niveau départemental.

### Agriculture
|               | 1988 | 2000 | 2010 | 2020 |
| ------------- | ---- | ---- | ---- | ---- |
| Exploitations | 21   | 17   | 14   | 9    |
| SAU (ha)      | 588  | 596  | 550  | 439  |

La commune est dans l'Astarac, une petite région agricole englobant tout le Sud du département du Gers, un quart de sa superficie, et correspond au pied de lʼéventail gascon. En 2020, l'orientation technico-économique de l'agriculture  sur la commune est la polyculture et/ou le polyélevage. Neuf exploitations agricoles ayant leur siège dans la commune sont dénombrées lors du recensement agricole de 2020 (21 en 1988). La superficie agricole utilisée est de 439 ha,,.

## Culture locale et patrimoine

### Lieux et monuments
- Église Saint-Martin.